# Liste der Baudenkmäler in Fremdingen
Auf dieser Seite sind die Baudenkmäler in der schwäbischen Gemeinde Fremdingen zusammengestellt. Diese Tabelle ist eine Teilliste der Liste der Baudenkmäler in Bayern. Grundlage ist die Bayerische Denkmalliste, die auf Basis des Bayerischen Denkmalschutzgesetzes vom 1. Oktober 1973 erstmals erstellt wurde und seither durch das Bayerische Landesamt für Denkmalpflege geführt wird. Die folgenden Angaben ersetzen nicht die rechtsverbindliche Auskunft der Denkmalschutzbehörde.
 Diese Liste gibt den Fortschreibungsstand vom 27. Sept. 2014 wieder und enthält 40 Baudenkmäler.

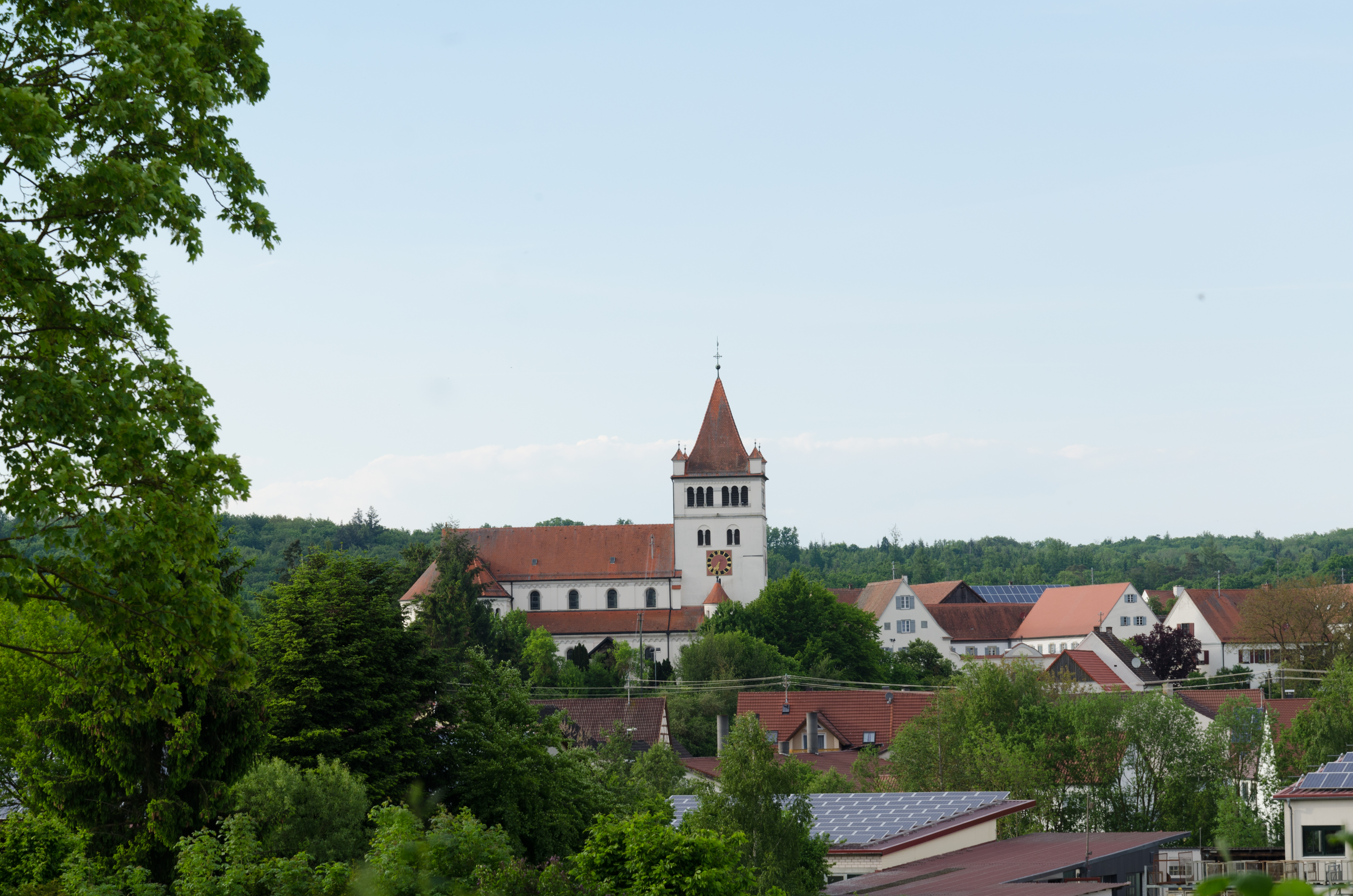
Blick auf Fremdingen

## Baudenkmäler nach Ortsteilen

### Fremdingen
| Lage                            | Objekt                             | Beschreibung | Akten-Nr.             | Bild                |
| ------------------------------- | ---------------------------------- | --- | --------------------- | ------------------- |
| Bei Sankt Leonhard 3 (Standort) | Katholische Kapelle St. Leonhard   | Saalbau mit eingezogenem Rechteckchor und Turm mit Oktogon im südlichen Chorwinkel sowie einer Eisenkette unterhalb des Daches, Turm im Kern 15. Jahrhundert, um 1655/60; mit Ausstattung | D-7-79-147-7 Wikidata | weitere Bilder      |
| Bei Sankt Leonhard 5 (Standort) | Bildstock                          | auf einer Säule ein Aufsatz mit Volutenspangen, 1736 (bezeichnet), Sockel 2013 erneuert (bezeichnet) | D-7-79-147-8 Wikidata | Bildstock           |
| Bruckfeld (Standort)            | Wegkapelle                         | rechteckiges Gehäuse mit weit vorkragendem, auf hölzernen Stützen ruhendem Satteldach, 1814 (bezeichnet); mit Ausstattung | D-7-79-147-3 Wikidata | Wegkapelle          |
| Hauptstraße 4 (Standort)        | Ehemaliges Gasthaus                | zweigeschossiger Satteldachbau mit Aufzugsöffnungen, Kranbalken, Ausleger und zwei Zwerchhäusern nach Norden, 2. Hälfte 19. Jahrhundert | D-7-79-147-1 Wikidata | Ehemaliges Gasthaus |
| Hauptstraße 7 (Standort)        | Gasthaus                           | zweigeschossiger Satteldachbau mit offenem Fachwerk in Ober- und Giebelgeschoss, im Kern 2. Hälfte 18. Jahrhundert; Stadel, zweigeschossiger Satteldachbau mit Fachwerkgiebel, im Kern 2. Hälfte 18. Jahrhundert | D-7-79-147-2 Wikidata | Gasthaus            |
| Kirchberg 2 (Standort)          | Wohnstallhaus                      | erdgeschossiger Satteldachbau mit Fachwerkgiebel und Hausfigur, 2. Hälfte 18. Jahrhundert, moderner Anbau nach Norden | D-7-79-147-4 Wikidata | Wohnstallhaus       |
| Kirchberg 4 (Standort)          | Katholische Pfarrkirche St. Gallus | neuromanische, dreischiffige Pfeilerbasilika mit halbrunder Apsis, querschiffartigen Anbauten für Sakristei und Taufkapelle am Chor, Portalvorbau im Süden, mächtigem Ostturm mit Ecktürmchen und nördlich vorgebautem Treppenturm, reiche neuromanische Außengliederung mit Lisenen, Bogen- und Klötzchenfriesen, Zwillingsfenstern und Rundbogenarkaden, Turm Rest einer Chorturmanlage, im Kern wohl 14. Jahrhundert, sonst Neubau nach Plänen von Leonhard Romeis, 1903 ff.; mit Ausstattung; Friedhofsmauer, teils gemauert, teils sich abwechselnde rundbogig bzw. in Kreuzform endende Zaunpfosten, um 1907 | D-7-79-147-5 Wikidata | weitere Bilder      |
| Kirchberg 17 (Standort)         | Dominikanerinnenkloster            | einfache Dreiflügelanlage, zweigeschossige Satteldachbauten mit profilierten Traufgesimsen, um 1740; Hofmauer, mit Fußgängerpforte und stichbogiger Durchfahrt mit aufgeputzter Rustikaeinfassung und Giebelbekrönung, 2. Hälfte 18. Jahrhundert; Reste der Klostermauer, 2. Hälfte 18. Jahrhundert; Gartenpavillon, achteckig mit Fachwerk und Zeltdach, 2. Hälfte 18. Jahrhundert | D-7-79-147-6          | weitere Bilder      |

### Bühlingen
| Lage                    | Objekt              | Beschreibung                    | Akten-Nr.             | Bild                |
| ----------------------- | ------------------- | ------------------------------- | --------------------- | ------------------- |
| In Bühlingen (Standort) | Katholische Kapelle | erbaut um 1750; mit Ausstattung | D-7-79-147-9 Wikidata | Katholische Kapelle |

### Enslingen
| Lage                    | Objekt              | Beschreibung | Akten-Nr.              | Bild                |
| ----------------------- | ------------------- | --- | ---------------------- | ------------------- |
| In Enslingen (Standort) | Katholische Kapelle | kleiner Saalbau mit Dreiseitschluss und Westturm mit Pyramidendach, Langhaus, Anfang 18. Jahrhundert, Turm um 1830; mit Ausstattung | D-7-79-147-11 Wikidata | Katholische Kapelle |

### Hausen
| Lage                     | Objekt                            | Beschreibung | Akten-Nr.              | Bild           |
| ------------------------ | --------------------------------- | --- | ---------------------- | -------------- |
| Brühlstraße (Standort)   | Bildstock                         | Pfeiler mit rechteckigem Gehäuse, Stichbogennischen und Kreuzsatteldach, wohl 16. Jahrhundert | D-7-79-147-13 Wikidata | Bildstock      |
| Dorfstraße 21 (Standort) | Katholische Pfarrkirche St. Rufus | Saalbau mit ehemals eingezogenem, später verbreitertem, seitlich vorkragendem und übergiebeltem Rechteckchor und Ostturm mit Oktogon und Ecklisenen, Turmunterbau 1590, sonst Neubau Ende 17. Jahrhundert, Verbreiterung des Chores 1870 ff.; mit Ausstattung; Friedhofsmauer, mit Strebepfeilern, südlicher Teil wohl 18. Jahrhundert, nördlicher Teil im letzten Drittel 19. Jahrhundert verändert; Ölbergkapelle, Rechteckbau mit Walmdach und stichbogiger Öffnung, um 1800; mit Ausstattung | D-7-79-147-12 Wikidata | weitere Bilder |
| Spielberg (Standort)     | Bildstock                         | Pfeiler mit kräftig profiliertem Gurtgesims und Satteldach, wohl 17. Jahrhundert | D-7-79-147-14 Wikidata | weitere Bilder |

### Herblingen
| Lage                                    | Objekt                                          | Beschreibung | Akten-Nr.              | Bild                     |
| --------------------------------------- | ----------------------------------------------- | --- | ---------------------- | ------------------------ |
| Hofacker (südlich von Nr. 2) (Standort) | Ortskapelle                                     | Rechteckbau mit Dreiseitschluss, 2. Hälfte 19. Jahrhundert; mit Ausstattung | D-7-79-147-22 Wikidata | weitere Bilder           |
| Langgasse 2 (Standort)                  | Ehemals Wohnstallhaus                           | erdgeschossiger Satteldachbau mit aufgeputzter Eckquaderung und stichbogiger Putzrahmung um die Fenster, Ende 19. Jahrhunderts | D-7-79-147-18 Wikidata | Ehemals Wohnstallhaus    |
| Schmiedgasse 7 (Standort)               | Lourdes-Grotte                                  | mit rundbogiger Öffnung und Tuffsteinverkleidung, um 1900; mit Ausstattung | D-7-79-147-20 Wikidata | Lourdes-Grotte           |
| Schulgasse 2 (Standort)                 | Katholische Filialkirche St. Michael und Lorenz | Chorturmkirche, Saalbau mit nicht eingezogenem Rechteckchor im gedrungenen Turm mit Strebepfeilern und Sakristeianbau südlich an Schiff und Turm, Turm um 1400, Anfang 17. Jahrhundert erhöht, Langhaus und Sakristei Ende 17. Jahrhundert, Turmdach wohl 19. Jahrhundert; mit Ausstattung; Friedhofsummauerung, mit Strebepfeilern, im Kern wohl 17. Jahrhundert, Teile erneuert; Ölbergkapelle, neugotischer Satteldachbau mit vorhang- und spitzbogiger Öffnung, 3. Viertel 19. Jahrhundert; mit Ausstattung | D-7-79-147-19 Wikidata | weitere Bilder           |
| Weilerstraße (Standort)                 | Kapelle                                         | Satteldachbau mit halbrundem Schluss und stichbogiger Öffnung, Mitte 18. Jahrhundert; mit Ausstattung | D-7-79-147-21 Wikidata | Kapelle                  |
| Weilerstraße 7 (Standort)               | Ehemaliges Wohnstallhaus                        | erdgeschossiger Satteldachbau mit Ecklisenen, Giebelbändern und Freitreppe, ausgehendes 18. Jahrhundert | D-7-79-147-16 Wikidata | Ehemaliges Wohnstallhaus |

### Hochaltingen
| Lage                                                          | Objekt                                       | Beschreibung | Akten-Nr.              | Bild           |
| ------------------------------------------------------------- | -------------------------------------------- | --- | ---------------------- | -------------- |
| Marienstraße 1 (Standort)                                     | Katholische Pfarrkirche Mariä Himmelfahrt    | Wandpfeilerkirche mit eingezogenem, dreiseitig geschlossenem Chor, dreiseitig geschlossener Gruftkapelle im Osten, Turm mit Oktogon und Gurtgesimsen südlich am Chor und Sakristeianbau nördlich an Chor und Gruftkapelle, jetzige Gruftkapelle aus Resten eines Turms und der Grundmauern des ehemaligen Chores, Ende 13. Jahrhundert, Chor und Turmunterbau 1520 (bezeichnet), 1678 Aufstockung der Gruftkapelle, um 1730 Neubau des Langhauses in Anlehnung an das Vorarlberger Bauschema und Erhöhung von Chor und Turm; mit Ausstattung; Heiligenhäuschen, Satteldachbau mit Pilastergliederung, Giebelgesimsen und rundbogiger Öffnung, wohl 2. Hälfte 19. Jahrhundert; mit Ausstattung | D-7-79-147-23 Wikidata | weitere Bilder |
| Marienstraße 5 (Standort)                                     | Friedhof                                     | um 1820 angelegt; Ummauerung, mit aufragenden, reliefgeschmückten Bildstöcken mit Satteldächern, um 1820; Ehemaliges Beinhaus, erdgeschossiger Walmdachbau mit rundbogigen Einfahrten mit aufgeputzten Kragsteinen, um 1820 | D-7-79-147-28 Wikidata | weitere Bilder |
| Sankt-Ulrich-Straße 4 (Standort)                              | Ehemaliges Spital                            | zwei bis dreigeschossiger geschossiger Satteldachbau mit korbbogigem Portal und Bandgesims, im Kern um 1523, im 20. Jahrhundert mit einem querstehenden Satteldachbau und einem weiteren Anbau nach Osten erweitert | D-7-79-147-25 Wikidata | weitere Bilder |
| Schlossstraße (Standort)                                      | Kapelle                                      | oktogonaler Zentralbau mit Zeltdach und ädikulagerahmtem Portal, 1739 (bezeichnet); mit Ausstattung | D-7-79-147-29 Wikidata | Kapelle        |
| Schlossstraße 4 (Standort)                                    | Ehemals Schloss, jetzt Alten- und Pflegeheim | dreigeschossige Dreiflügelanlage, an der Hauptfront mit polygonalen Ecktürmen mit abschließenden Zwerchhäusern mit Schweifgiebeln und Arkaden zur Hofseite, Nordflügel nach Westen mit Zwerchhaus, Pilastergliederung und korbbogigem Giebelabschluss, 1551 (bezeichnet) unter Verwendung älterer Teile errichtet, 1591 erneuert, 1764 (bezeichnet) umgebaut, um 1800 Teile klassizistisch überformt, 1899 zum Kloster umgewandelt, im 20. Jahrhundert Südflügel nach Westen erweitert und Erweiterung durch Nebengebäude; mit Ausstattung; Schlosskapelle, mit dreiseitigem Chorschluss, um 1551; Ehemaliger Zehntstadel, viergeschossiger Satteldachbau mit Schweifgiebeln, wohl 16. Jahrhundert; Einfriedung, nach Süden mit Strebepfeilern, Teile erneuert, im Kern wohl 17. Jahrhundert; Landschaftspark, mit Resten geometrischer Wegführung im Osten und ehemaligen Graben um das Schloss, 1591 angelegt, 1764 verändert | D-7-79-147-27 Wikidata | weitere Bilder |
| Schlossstraße 6 (Standort)                                    | Katholisches Pfarrhaus                       | zweigeschossiger Satteldachbau mit Treppengiebel, 1532 wohl über älterem Kern erneuert; Pfarrstadel, erdgeschossiger Satteldachbau, spätes 18. Jahrhundert, stark erneuert; Einfriedung, spätes 18. Jahrhundert | D-7-79-147-26 Wikidata | weitere Bilder |
| St 2214; westlich des Ortes an der Straßenkreuzung (Standort) | Bildstock                                    | oktogonaler Pfeiler mit vierseitigem Gehäuse, Stichbogennischen und Kreuzsatteldach, wohl 16. Jh. | D-7-79-147-30 Wikidata | Bildstock      |

### Raustetten
| Lage                                                   | Objekt                                                          | Beschreibung | Akten-Nr.              | Bild                 |
| ------------------------------------------------------ | --------------------------------------------------------------- | --- | ---------------------- | -------------------- |
| Raustetten 4 (Standort)                                | Ehemaliges Pfarrhaus                                            | zweigeschossiger Walmdachbau, Mitte 18. Jahrhundert | D-7-79-147-33 Wikidata | Ehemaliges Pfarrhaus |
| Raustetten 5 (Standort)                                | Katholische Pfarrkirche St. Blasius, ehemalige Wallfahrtskirche | Langhaus mit eingezogenem, korbbogig geschlossenem Chor, kräftig profiliertem Trauf- und Giebelgesims, übergiebelten Portalen, oktogonalem Dachreiter mit Ecklisenen und Gurtgesims sowie mit Sakristeianbau im südlichen Chorwinkel, 1685–88 Neubau nach Plänen von Christian Thumb; mit Ausstattung; Friedhofsmauer, mit Torpfeilern, im Kern um 1700 | D-7-79-147-31 Wikidata | weitere Bilder       |
| In Raustetten (im Feld nördlich der Kirche) (Standort) | Ölbergkapelle                                                   | rechteckiges Gehäuse mit eingezogener, halbrund geschlossener Apsis, profiliertem Gurtgesims, rundbogiger, profilierter Öffnung und Trauf- wie Giebelschrägengesims, um 1700 gestiftet, wohl im 19. Jahrhundert erneuert; mit Ausstattung | D-7-79-147-32 Wikidata | weitere Bilder       |

### Schopflohe
| Lage                            | Objekt                                                      | Beschreibung | Akten-Nr.              | Bild           |
| ------------------------------- | ----------------------------------------------------------- | --- | ---------------------- | -------------- |
| Fremdinger Straße 10 (Standort) | Bauernhaus                                                  | Wohnteil erdgeschossig mit Satteldach, aufgeputzter Eckquaderung, Giebelbändern und Segmentbogenfenstern, 1902 (bezeichnet) | D-7-79-147-34 Wikidata | Bauernhaus     |
| Hausener Straße (Standort)      | Fünf Steinkreuze                                            | wohl Sühnekreuze, teilweise stark abgewittert: eines erhalten, eines als Kreuz-Torso und drei Stümpfe, alle aus Kalkstein, nachmittelalterlich, vielleicht auch 1. Hälfte 17. Jahrhundert, um etwa 30 Meter hierher versetzt | D-7-79-147-39 Wikidata | weitere Bilder |
| Hausener Straße 9 (Standort)    | Katholische Pfarrkirche zur Heiligsten Dreifaltigkeit       | Saalbau mit nicht eingezogenem halbrund geschlossenen Chor, Westturm und Sakristeianbau südlich an Chor und Schiff, 1771, 1880 Turmbau und Erweiterung nach Westen; mit Ausstattung | D-7-79-147-35 Wikidata | weitere Bilder |
| Schulstraße 2 (Standort)        | Evangelisch-lutherische Pfarrkirche St. Sixtus und Benedikt | Chorturmkirche, Langhaus mit eingezogenem Rechteckchor im Turm, Sakristeianbau im Norden und westlicher Vorhalle mit Emporenaufgang, frühes 14. Jahrhundert, Anbauten, Tonnengewölbe im Langhaus und Turmobergeschoss mit Spitzhelm 1908; mit Ausstattung; Friedhofsmauer, mit Strebepfeilern und korbbogigem Tor, 17./18. Jahrhundert | D-7-79-147-38 Wikidata | weitere Bilder |

### Seglohe
| Lage                  | Objekt                                 | Beschreibung | Akten-Nr.              | Bild           |
| --------------------- | -------------------------------------- | --- | ---------------------- | -------------- |
| Seglohe 1 (Standort)  | Gasthaus                               | zweigeschossiger Satteldachbau mit segmentbogigen Fenstern und Werksteineinfassung am Portal, 1894 (bezeichnet) | D-7-79-147-41 Wikidata | Gasthaus       |
| Seglohe 21 (Standort) | Katholische Filialkirche St. Pantaleon | Saalbau mit nicht eingezogenem Rechteckchor, Sakristeianbau im Südosten, oktogonalem Dachreiter über der Giebelfassade und neubarockem, ädikulaartig gerahmtem Portal im Süden, 1. Hälfte 15. Jahrhundert, im frühen 18. Jahrhundert barockisiert, 1912 Sakristeianbau und nach Westen erweitert; mit Ausstattung | D-7-79-147-43 Wikidata | weitere Bilder |

### Uttenstetten
| Lage                      | Objekt                                      | Beschreibung | Akten-Nr.              | Bild                                        |
| ------------------------- | ------------------------------------------- | --- | ---------------------- | ------------------------------------------- |
| Uttenstetten 1 (Standort) | Ehemaliger Gutshof und fürstliches Forstamt | Haupt- und Wohngebäude zweigeschossig mit Mansardwalmdach, um 1790, rückseitige Anbauten wohl 20. Jahrhundert; Stadel, zweitennig mit korbbogigen Einfahrten und Satteldach, Ende 19. Jahrhundert, im Kern wohl älter; Einfriedung, niedrige Bruchsteinmauer, wohl Rest eines Nebengebäudes, wohl im Kern 18. Jahrhundert | D-7-79-147-44 Wikidata | Ehemaliger Gutshof und fürstliches Forstamt |
| Peterfeld (Standort)      | Katholische Kapelle Sankt Petrus            | rechteckiges Gehäuse mit weit vorkragendem, auf hölzernen Stützen ruhendem Satteldach, 1. Hälfte 18. Jahrhundert, Vordach wohl 19. Jahrhundert; mit Ausstattung | D-7-79-147-45 Wikidata | Katholische Kapelle Sankt Petrus            |

## Ehemalige Baudenkmäler
In diesem Abschnitt sind Objekte aufgeführt, die früher einmal in der Denkmalliste eingetragen waren, jetzt aber nicht mehr. Objekte, die in anderem Zusammenhang – also z. B. als Teil eines Baudenkmals – weiter eingetragen sind, sollen hier nicht aufgeführt werden. Aktennummern in diesem Abschnitt sind ehemalige, jetzt nicht mehr gültige Aktennummern.

| Lage                                 | Objekt                    | Beschreibung | Akten-Nr.              | Bild                      |
| ------------------------------------ | ------------------------- | --- | ---------------------- | ------------------------- |
| Herblingen Weilerstraße 5 (Standort) | Schmiedeeiserner Ausleger | 1. Drittel 18. Jahrhundert | D-7-79-147-17 Wikidata | Schmiedeeiserner Ausleger |
| Schopflohe Schulstraße 7 (Standort)  | Ehemaliger Zehentstadel   | eingeschossiger Bruchsteinmauerwerksbau mit steilem Satteldach, Giebelfelder durch Gurtgesimse und Rundfenster gegliedert, um 1738 (Dendrochronologie) erbaut | D-7-79-147-46 Wikidata | Ehemaliger Zehentstadel   |